# Batis del Rwenzori
La batis del Rwenzori (Batis diops) és un ocell de la família dels platistèirids (Platysteiridae).

## Hàbitat i distribució
Habita la selva pluvial, a les muntanyes de l'est de la República Democràtica del Congo l’adjacent oest d'Uganda, Ruanda, Burundi i l'extrem nord-oest de Tanzània.